# Пиринска мащерка
Пиринската мащерка (Thymus perinicus (Velen.) Jalas) е многогодишно тревисто растение от семейство Устноцветни (Lamiaceae), балкански ендемит. Вписана е в Червената книга на България и в Закона за биологичното разнообразие като застрашен вид.

## Описание
Пиринската мащерка е многогодишно туфесто растение с дълги пълзящи стъбла, а цветоносните са възходящи, червеникави и късовлакнести. Листата са с размери от 4 до 6 mm, широки 0,7 – 1,1 mm, продълговати, елиптични, полукожести, от двете страни с власинки, по ръба дългоресничести. Прешлените са 1 – 5, с по 5 – 6 цвята, събрани в рехаво главесто съцветие. Чашката е дълга 3 – 4 mm, червеникава, гъстовлакнеста, двуустна; горните зъбци триъгълни, на върха шиловидни, понякога дъговидно извити, а долните са тесноланцетни, шиловидни. Венчето е дълго 4 – 7 mm, червеникаволилаво, точковидножлезисто, външната му страна е влакнеста. Орехчетата са елиптични, тъмнокафяви.
Пиринската мащерка цъфти през юли – август, плодоноси през август – септември. Размножава се най-вече с коренищни издънки и по-рядко със семена.

## Разпространение
Расте по сухи, скалисти, варовити терени с плитки планинско-ливадни почви. Популациите имат мозаечна структура, а площта им варира от 0,5 до 20 декара. Видът участва в състава на скални растителни съобщества.
В България пиринската мащерка вирее в субалпийския и алпийския пояс на Пирин планина, от 2000 до 2900 m н.в. Среща се също в Сърбия и Северна Македония.

## Застрашеност
Популациите от пиринска мащерка са застрашени поради туристическите маршрути, минаващи през местообитанията на вида, утъпкването и брането им.

## Опазване
За да бъде опазена, пиринската мащерка е обявена за защитен вид съгласно Закона за биологичното разнообразие. Находищата ѝ са в границите на националния парк „Пирин“ и в резервата „Баюви дупки – Джинджирица“. Те са в защитена зона от Европейската екологична мрежа „Натура 2000“ в България. Вписана е в Червената книга на България.